# Vaksala torg
Vaksala torg är ett stort torg i den östra delen av centrala Uppsala, vid Vaksalagatan. 
Fortfarande gränsas torget till viss del av äldre bebyggelse (till exempel Vaksalaskolan), men karaktären på torget har ändrats efter uppförandet av Uppsala Konsert & Kongress. Innan Uppsala Konsert & Kongress byggdes låg här det så kallade Bodénshuset samt i anslutning till detta kvarteret Gerd, ett kvarter med gårdsbebyggelse vars äldsta delar härrörde från 1700-talet.[källa behövs]

## Historia
Kvarteren öster om Uppsala centralstation började bebyggas på 1850-talet och utökades enligt stadsplaneraren Henning Taubes plan från 1859, i vilken också Vaksala torg ingick.
Torget anlades i slutet av 1800-talet som ett marknadstorg. Enligt Taubes plan var torget "mäst lämpligt till sådene Landtmannaprodukters försäljande, hvilka kunna räknas bland Lifsförnödenheter: såsom Spannmål, Grönsaker, Kött och Bröd mm".
I slutet av 1800-talet var bebyggelsen kring torget sparsam och torget hade därför ingen naturlig avgränsning. Vid denna tid uppfördes dock två hyreshus i kvarteret Njord, i torgets nordvästra hörn. Ett av dessa hus, försett med ett hörntorn, finns kvar än i dag.
År 1903 flyttades Uppsalas torghandel från Stora torget till Vaksala torg, främst av sanitära och trafikmässiga skäl.

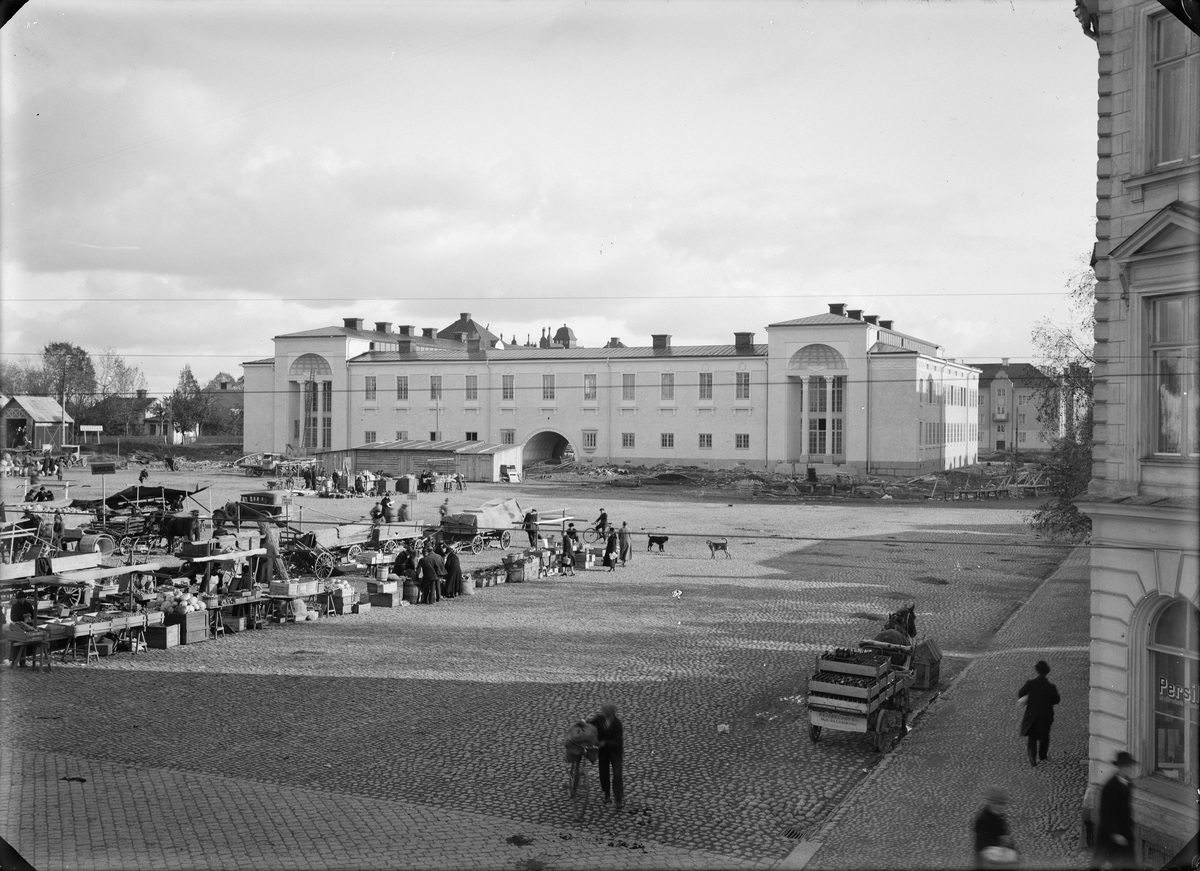
Vaksala torg med den nybyggda Vaksalaskolan, antagligen år 1927.

Åren 1925–1927 uppfördes Vaksalaskolan i nyklassicistisk stil vid torgets södra sida, något som tydligt kom att prägla platsens utseende.

## Torgliv och evenemang
På torget hålls emellanåt torghandel där allt från grönsaker till loppmarknadssaker kan inhandlas; grönsaks- och blomsterhandeln pågår dock i stort sett dagligen den varmare delen av året. Emellanåt förekommer marknader, varav en årlig tvådagarsmarknad i början av februari – uppkommen kring och namngiven efter Distinget – är den äldsta och namnkunnigaste. 
Understundom på somrarna byggs det upp en arena för beachvolleyboll på torget som rivs efter turneringen. Under vintern 2008–2009 kom en konstisbana för första gången att anläggas på torget.